# Duncan Town
Duncan Town – miejscowość na Bahamach, na wyspie Ragged Island. Według danych szacunkowych na rok 2013 liczy 69 mieszkańców. Ośrodek turystyczny. Dwudziesta piąta co do wielkości miejscowość kraju.